# Équipe d'Ukraine de football au Championnat d'Europe 2016
Cet article relate le parcours de l'équipe d'Ukraine de football lors du Championnat d'Europe de football 2016 organisé en France du 10 juin au 10 juillet 2016.

## Qualification
L'Ukraine termine troisième du groupe C puis elle élimine en barrage la Slovénie, troisième du groupe E.
| Rang | Équipe            | Pts | J  | G | N | P | Bp | Bc | Diff |  | Résultats (▼ dom., ► ext.) |     |     |     |     |     |     |
| ---- | ----------------- | --- | -- | - | - | - | -- | -- | ---- |  | -------------------------- | --- | --- | --- | --- | --- | --- |
| 1    | Espagne           | 27  | 10 | 9 | 0 | 1 | 23 | 3  | +20  |  | Espagne                    |     | 2-0 | 1-0 | 3-0 | 4-0 | 5-1 |
| 2    | Slovaquie         | 22  | 10 | 7 | 1 | 2 | 17 | 8  | +9   |  | Slovaquie                  | 2-1 |     | 0-0 | 0-1 | 3-0 | 2-1 |
| 3    | Ukraine           | 19  | 10 | 6 | 1 | 3 | 14 | 4  | +10  |  | Ukraine                    | 0-1 | 0-1 |     | 3-1 | 3-0 | 1-0 |
| 4    | Biélorussie       | 11  | 10 | 3 | 2 | 5 | 8  | 14 | -6   |  | Biélorussie                | 0-1 | 1-3 | 0-2 |     | 2-0 | 0-0 |
| 5    | Luxembourg        | 4   | 10 | 1 | 1 | 8 | 6  | 27 | -21  |  | Luxembourg                 | 0-4 | 2-4 | 0-3 | 1-1 |     | 1-0 |
| 6    | Macédoine du Nord | 4   | 10 | 1 | 1 | 8 | 6  | 18 | -12  |  | Macédoine du Nord          | 0-1 | 0-2 | 0-2 | 1-2 | 3-2 |     |

| Équipe  | Aller | Total | Retour | Équipe   |
| ------- | ----- | ----- | ------ | -------- |
| Ukraine | 2 - 0 | 3 - 1 | 1 - 1  | Slovénie |

## Phase finale
L'Ukraine se trouve dans le groupe C avec l'Allemagne, la Pologne et l'Irlande du Nord.
| Rang | Équipe          | Pts | J | G | N | P | Bp | Bc | Diff |
| ---- | --------------- | --- | - | - | - | - | -- | -- | ---- |
| 1    | Allemagne       | 7   | 3 | 2 | 1 | 0 | 3  | 0  | +3   |
| 2    | Pologne         | 7   | 3 | 2 | 1 | 0 | 2  | 0  | +2   |
| 3    | Irlande du Nord | 3   | 3 | 1 | 0 | 2 | 2  | 2  | 0    |
| 4    | Ukraine         | 0   | 3 | 0 | 0 | 3 | 0  | 5  | -5   |

     Équipes qualifiées ; Pts = points ; J = joués ; G = gagnés ; N = nuls ; P = perdus ;

Bp = buts pour ; Bc = buts contre ; Diff = différence de buts.
| Match 7                                              | Allemagne                                           | 2 - 0   | Ukraine | Stade Pierre-Mauroy, Villeneuve-d'Ascq           |                                                  |
| 12 juin 2016 · 21 h CEST · Historique des rencontres | ( Kroos) Mustafi 19e · ( Özil) Schweinsteiger 90+2e | (1 - 0) |         | Spectateurs : 43 035 Arbitrage : Martin Atkinson | Spectateurs : 43 035 Arbitrage : Martin Atkinson |
| 12 juin 2016 · 21 h CEST · Historique des rencontres | Rapport                                             |         |         | Spectateurs : 43 035 Arbitrage : Martin Atkinson | Spectateurs : 43 035 Arbitrage : Martin Atkinson |

| Match 17                                             | Ukraine | 0 - 2   | Irlande du Nord                       | Parc Olympique lyonnais, Décines-Charpieu       |                                                 |
| 16 juin 2016 · 18 h CEST · Historique des rencontres |         | (0 - 0) | 49e McAuley (Norwood ) · 90+6e McGinn | Spectateurs : 51 043 Arbitrage : Pavel Královec | Spectateurs : 51 043 Arbitrage : Pavel Královec |
| 16 juin 2016 · 18 h CEST · Historique des rencontres | Rapport |         |                                       | Spectateurs : 51 043 Arbitrage : Pavel Královec | Spectateurs : 51 043 Arbitrage : Pavel Královec |

| Match 29                                             | Ukraine | 0 - 1   | Pologne                     | Stade Vélodrome, Marseille                         |                                                    |
| 21 juin 2016 · 18 h CEST · Historique des rencontres |         | (0 - 0) | 54e Błaszczykowski (Milik ) | Spectateurs : 58 874 Arbitrage : Svein Oddvar Moen | Spectateurs : 58 874 Arbitrage : Svein Oddvar Moen |
| 21 juin 2016 · 18 h CEST · Historique des rencontres | Rapport |         |                             | Spectateurs : 58 874 Arbitrage : Svein Oddvar Moen | Spectateurs : 58 874 Arbitrage : Svein Oddvar Moen |